# Alrø Sogn
Alrø Sogn er et sogn i Odder Provsti (Århus Stift).
Siden 1555 var Alrø Sogn et selvstændigt pastorat. Det hørte til Hads Herred i Aarhus Amt. Alrø sognekommune blev ved kommunalreformen i 1970 indlemmet i Odder Kommune.
I Alrø Sogn ligger Alrø Kirke.
I sognet findes følgende autoriserede stednavne:
- Alhale (areal)
- Alrø (areal, bebyggelse, ejerlav)
- Alrø Sund (vandareal)
- Henneskov Hage (areal)
- Løkken (bebyggelse)
- Pollerne (areal)
- Strevelshoved (areal)
- Sønderby (bebyggelse)